# Ischnura elegans
Ischnura elegans là loài chuồn chuồn trong họ Coenagrionidae. Loài này được Vander Linden mô tả khoa học đầu tiên năm 1820.

## Hình ảnh

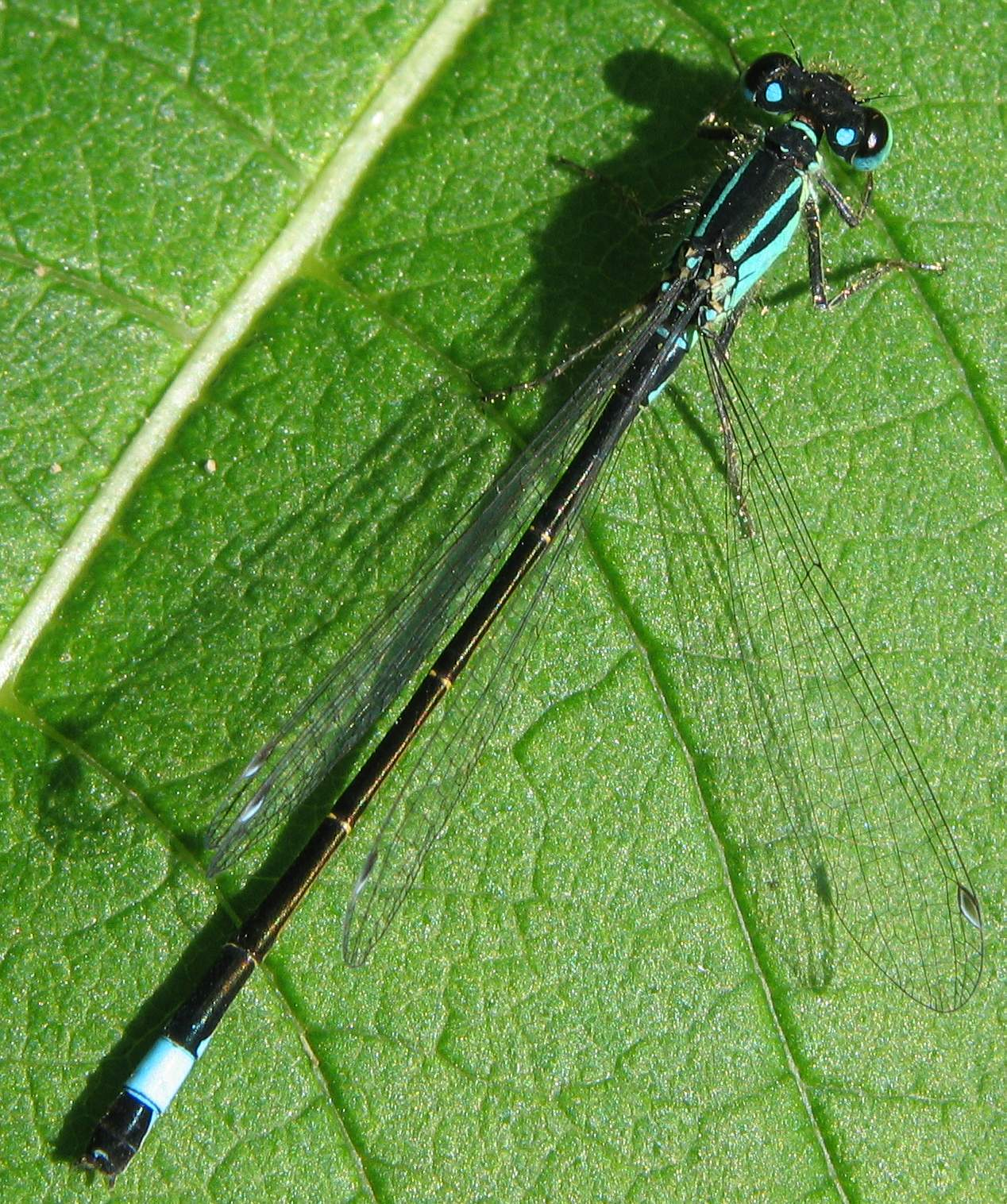
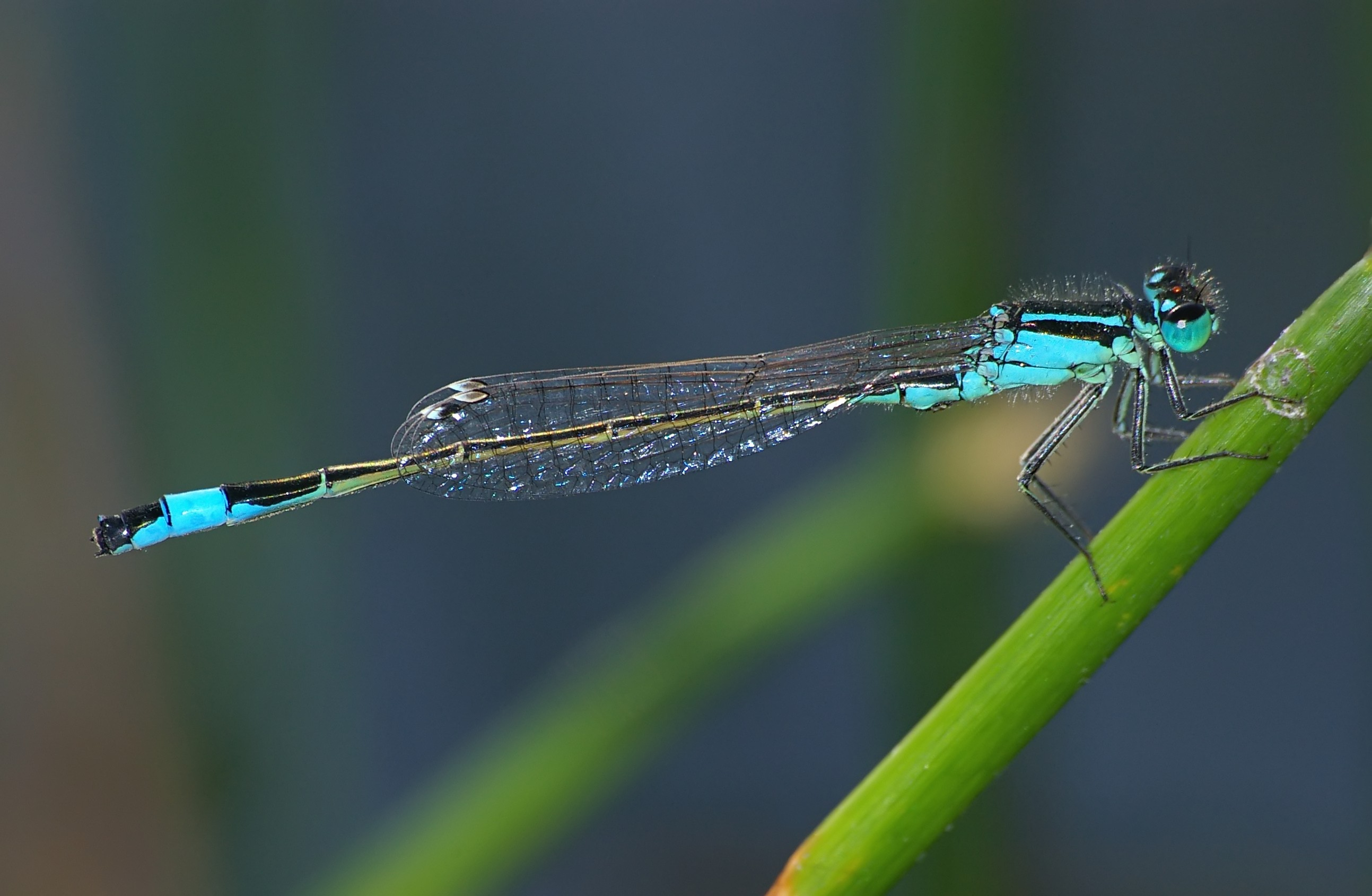
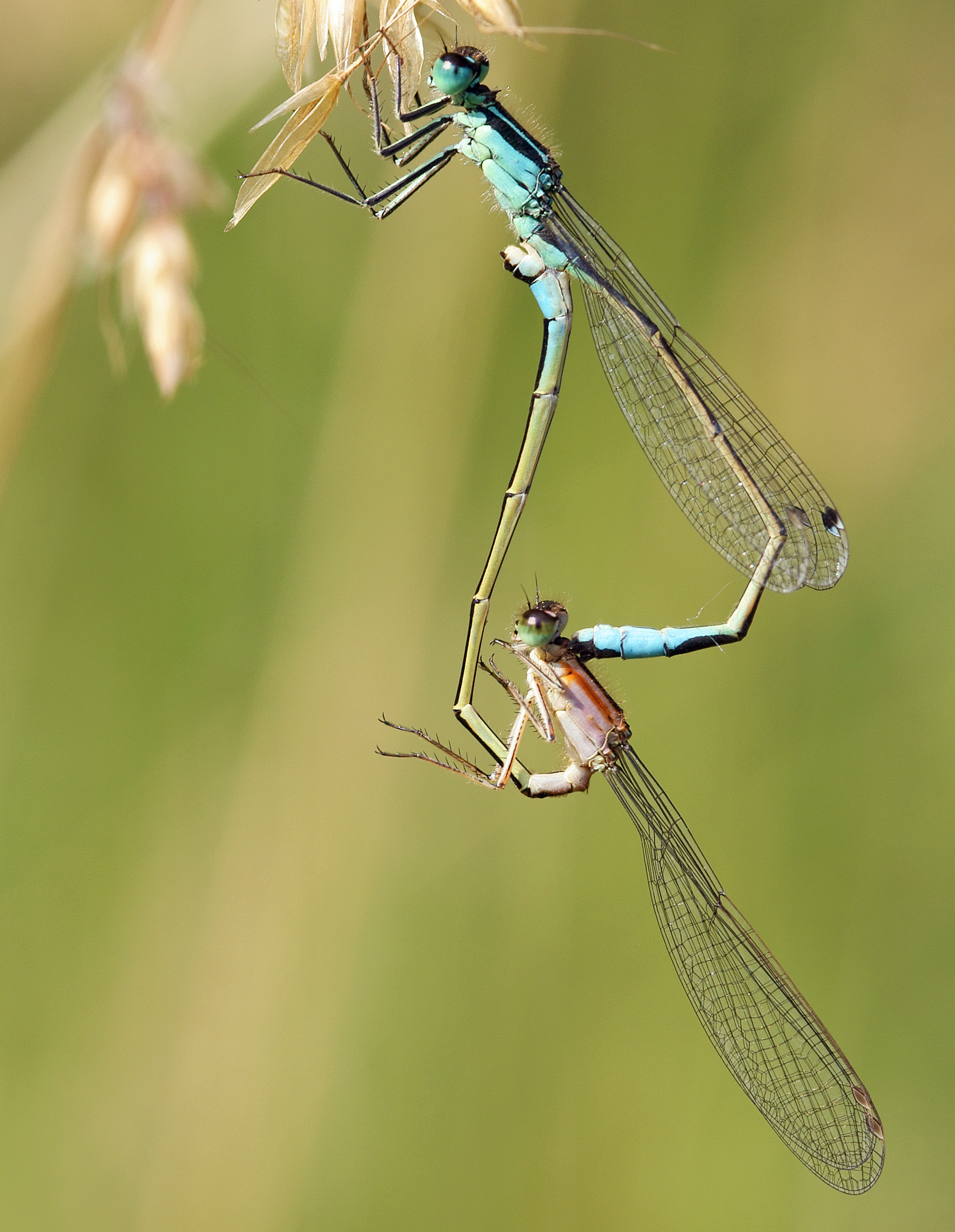
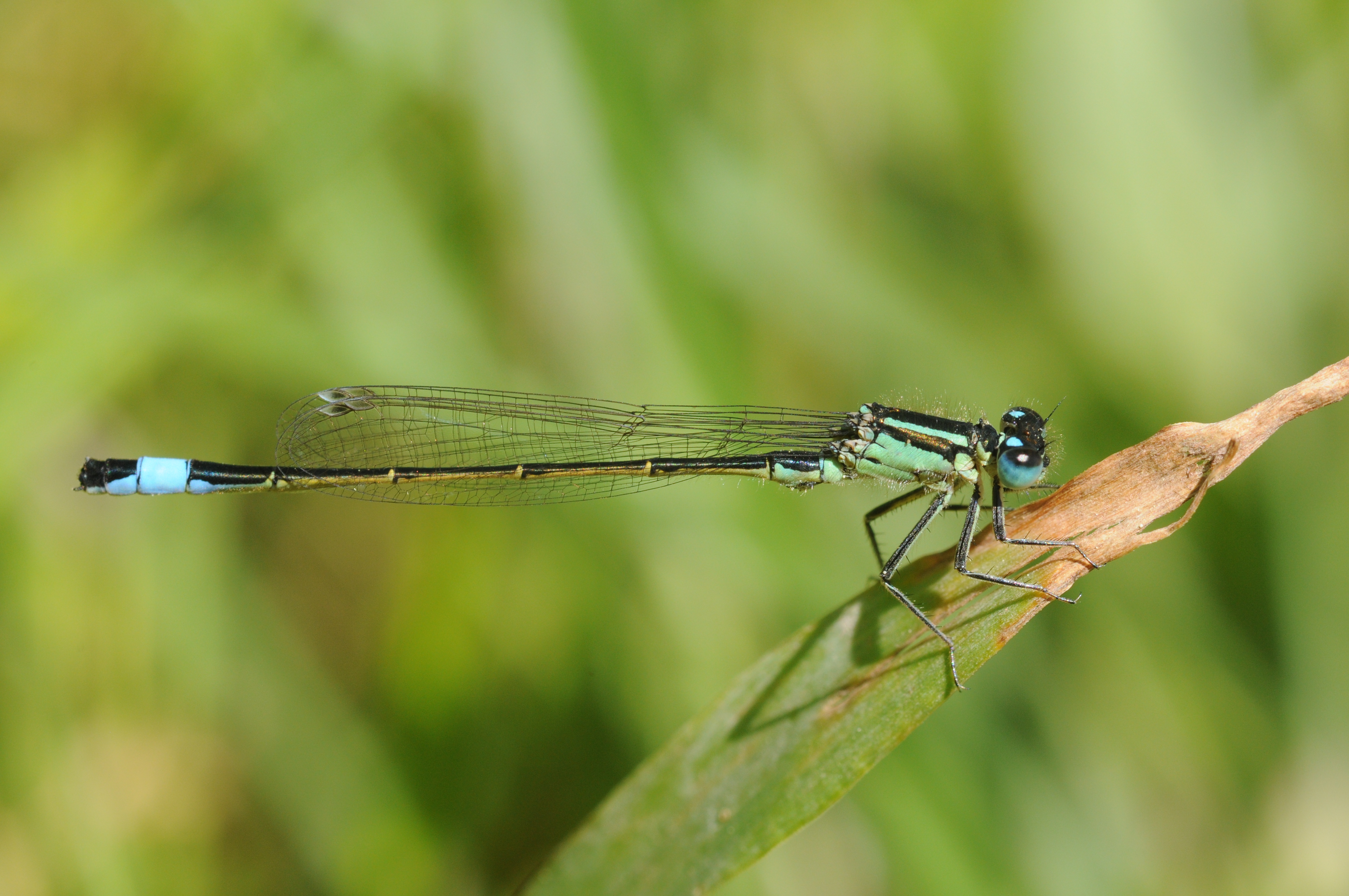